# Will Davis (baloncestista)
William Sidney «Will» Davis II (Sacramento, California, 9 de noviembre de 1992) es un baloncestista estadounidense que pertenece a la plantilla del Nairobi City Thunder que participa en la BAL. Con 2,03 metros de estatura, juega en la posición de ala-pívot.

## Trayectoria deportiva

### Universidad
Jugó cuatro temporadas en los Anteaters de la Universidad de California en Irvine, en las que promedió 10,4 puntos, 6,4 rebotes y 1,5 tapones por partido. Fue elegido Jugador Defensivo del Año de la Big West Conference en 2013 tras liderar la conferencia en tapones, con 2,3 por partido, e incluido en el mejor quinteto de la conferencia en 2015, año en el que también fue galardonado con el premio al mejor jugador del torneo.

### Profesional
Tras no ser elegido en el Draft de la NBA de 2015, en el mes de agosto firmó su primer contrato profesional con el Kolossos Rodou BC de la liga griega, Allí jugó una temporada en la que promedió 7,0 puntos y 4,0 rebotes por partido.
El 30 de octubre de 2016 fue elegido en la sexta posición de la segunda ronda del Draft de la NBA D-League por los Reno Bighorns, equipo con el que firmó contrato.
[actualizar]
El 9 de noviembre de 2023, firma por los NBA G League Ignite de la G League. Culminada la temporada, regresó en abril de 2024 a Venezuela para jugar otra temporada con los Spartans Distrito Capital.
En marzo de 2025 regresa a los Nairobi City Thunder de la KBF de Kenia que participa en la BAL.

### Selección nacional
En septiembre de 2022 disputó con el combinado absoluto estadounidense el FIBA AmeriCup de 2022, ganando el bronce al ganar la final de consolación ante el combinado canadiense.